# Тазрак (Иран)
Тазрак (перс. طزرق‎) — деревня в Иране, в сельском округе Бейхак, район Шештомад в шахрестане Себзевар, провинция Хорасан-Резави. По данным переписи 2006 года, численность населения составляла 107 человек в составе 45 семей